# Fehér
Fehér annak a felületnek a színe, amely a fény teljes spektrumát változatlanul veri vissza. A fehér tárgyakról származó fény a fehér színinger. Ennek az emberi látásra kifejtett hatása a fehér pszichofizikai érzéklet. A fehér mint szín nem szerepel a Nemzetközi Világítástechnikai Szótárban, mert a fentiek bármelyikét, sőt a fehér fényforrás fényét is jelentheti.
Az a tulajdonság, hogy valami fehér, nem függ annak világosságától; annak csakis spektrális tulajdonságát fejezi ki. Láthatunk valamit fehérnek a Hold fényénél éjszaka, vagy szikrázó napsütésben, tehát egymástól eltérő világossági körülmények között. A világosság kifejezésére vagy a fényerősség, vagy a fénysűrűség használható.
Fehér fény az, amely a nappali természetes megvilágításból származik, és annak spektrumát semmilyen tényező nem befolyásolta. Az emberi látás képes alkalmazkodni különféle megvilágításokhoz; ezek a szabványos fényforrások. A nappali fénynek megfelelő megvilágítás jele: D65 (daylight, 6500 K színhőmérsékletű).
Fehérnek látjuk a Nap felszíni hőmérsékletére, kb. 5000 °C-ra hevített testek izzását is. Hétköznapi nyelven fehéret ad az összes szín keveréke, vagyis ha a szemünk által érzékelt színspektrum, a szivárvány összes színének megfelelő fény egyidőben, ugyanarról a helyről sugárzik. De két kiegészítő szín (pl. kék és sárga), vagy a három alapszín, a vörös, a zöld és a kék additív keveréke is fehéret ad. A fehér mindig keverék szín, monokromatikus fehér színű fény nem létezik.

## A fehér fény

F4 fluoreszcens sugárzó fényének spektrális eloszlása egy termikus sugárzóéval összehasonlítva. Mindkettő színhőmérséklete kb. 2900 K
Egyiket is, másikat is fehérnek látjuk, ha egyéb fényforrás nincs jelen

A fénytanban megkülönböztetünk primer és szekunder sugárzókat. A primer sugárzók energiát vesznek fel valamilyen folyamattól, és azt fény formájában bocsátják ki. A szekunder sugárzók csupán a más forrásból származó fényt képesek reflektálni. Bármilyen színes fényt könnyű definiálni, a fehér fényt azonban nem.
Az élőlények – és így az ember – a törzsfejlődés során a Napból származó természetes nappali megvilágításhoz  alkalmazkodtak, ezt érzékelik fehérként. Ez a megvilágítás viszont a napszaknak megfelelően változik. Ezért valamennyi ilyen természetes megvilágítást – kellő alkalmazkodás után – fehérnek tekintünk. Következésképp az ember képes a mesterséges megvilágítás különféle fajtáihoz is alkalmazkodni. Ezek a gyertya fényétől a monitor színéig (2000–9300 K színhőmérséklet) terjedő tartományt fedik le. A jelenség neve: színi áthangolódás (colour adaption)
A természetes fényforrások termikus sugárzók, tehát a vizuális spektrum teljes tartományában minden hullámhosszon sugároznak, így nem hamisítják meg a megvilágított felületek színét; ezek valóságos fehér fényt sugároznak. A fluoreszcens sugárzók (pl. kompakt fénycsövek) vonalas sugárzók, spektrumuk a felhasznált fényporok ("foszforok") anyagától függően egyes hullámhosszakon nem sugároz fényt. Ezek szerepelnek ugyan a szabványos fényforrások között, de eltérésüket a hagyományos fényforrásoktól a színvisszaadási indexszel tudjuk kifejezni.
A repülőtéri technikában használható fehér fényforrások számára megengedett értékeket szűkítették a sárga színek és bővítették a kék színek tartományában.
A Nap sugárzása spektrálisan nem egyenletes, ehhez járul még a Föld légkörében létrejövő fényabszorpció. Ezért a természetes fehér fény kis mértékben eltér a 6500 K korrelált színhőmérsékletű Planck-sugárzó spektrumától.

### Fehér minták
Fehér minták különféle színminta atlaszokból
| színminta atlasz | L*    | u'   | v'   |
| ---------------- | ----- | ---- | ---- |
| NCS              | 89,9  | 0,19 | 0,48 |
| OSA              | 82,32 | 0,20 | 0,47 |
| Munsell          | 96,00 | 0,20 | 0,47 |

Az adatok a CIELUV rendszerre vonatkoznak, erre épül többek között az OSA színrendszer és a színvisszaadási index.
A méréstechnikában fehér etalonként magmézium-oxidot, bárium-szulfátot használnak használnak, amelyek a lehető legkisebb mértékben hamisítják meg a visszavert fény spektrumát, és a reflexiójuk csaknem száz százalék.

## Szimbolikája

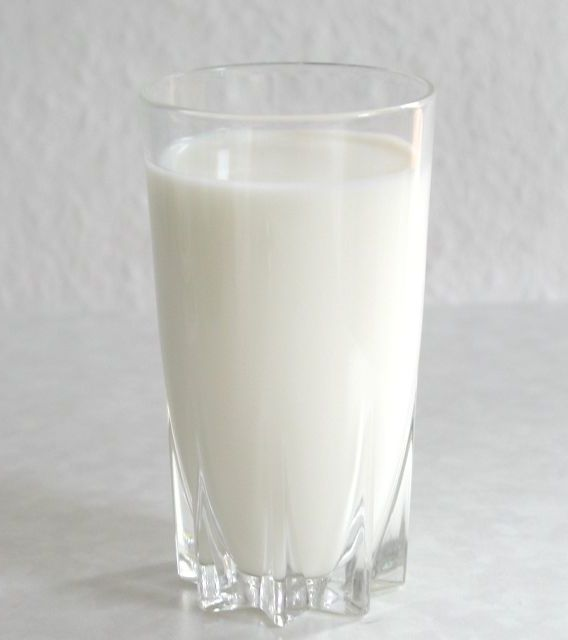
Tej

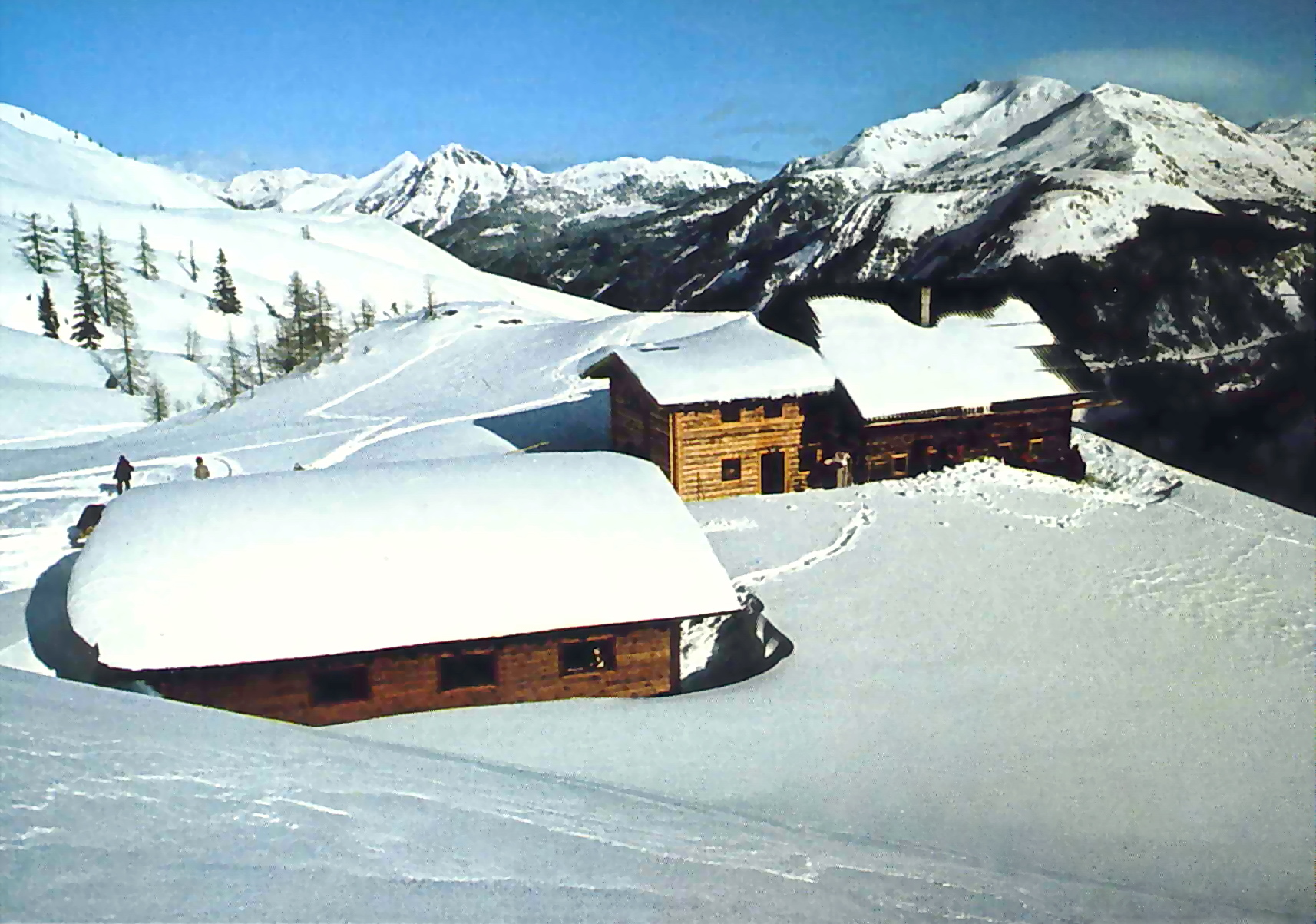
Hófehér hó

- Tisztaság, egészség: a kórházak, orvosi öltözékek, eszközök színe
- Ártatlanság, szüzesség: menyasszonyi ruha, fehér liliom, Hófehérke
- Béke: fehér zászló
- A politikában konzervativizmus, ellenforradalom: fehérek, fehérterror
- A gazdaság kifehérítése = a feketegazdaság visszaszorítása
- A keleti és afrikai szimbolikában a halál, a gyász színe.
- Az emberi tulajdonságok között a flegmatikus szimbóluma a fehér.

Fehér ember alatt a kaukázusi (europid) típusú embert értjük, megkülönböztetve más rasszokhoz tartozóktól.

### Színkedvelés
Az ókori Egyiptomban a pompa és az öröm kifejezése volt.
A középkori Egyház a születés, a keresztelés és a főünnepek szimbólumaként használta, szokásos liturgiai színként.
A Reneszánsz kiemelten kedvelte, főként a fehér–fekete színkontraszt formájában, mint a jó és a rossz jelképét

## Fehér dolgok
- Fehérzaj az akusztikában olyan hang, amely spektrumának minden frekvenciáján azonos intenzitású.
- A Fehér Ház az Amerikai Egyesült Államok elnökének rezidenciája.
- Fehéroroszország, Fehér-tenger
- Fehér sport: a tenisz.
- Fehérnemű: alsó ruhanemű.
- Fehérnép: régen a nőket, az asszonyok, leányok összességét nevezték így.
- A fehérvérűség a vérképző szervek súlyos megbetegedése, leukémia.
- Fehér mágia: a jóindulatú szellemek megidézése.

## Fehér festékek
Különbséget teszünk festékek (angolul dye) és pigmentek között. A festékek vízben oldhatóak, a pigmentek viszont szerves oldószerben. A kalcium-oxid (E-529) és a magnézium-oxid nem oldódik, hanem vegyületet képez a vízzel.
- Mész: a legrégebbi fehér festékek egyike, a freskók fehér színét is ez adja. A kalcium-karbonátot élelmiszer színezékként definiálták (E-170)
- Ólomfehér: az olajfestéshez leggyakrabban használt fehér festék, mesterségesen állítják elő, összetétele: [2(PbCO3) . Pb(OH)2]. Mérgező pigment.
- Horganyfehér: cink-oxid. Az alkímia ezt a vegyületet fehérsége, laza szerkezete miatt a „bölcsek gyapja”, vagy „fehér semmi” (nihilum album) néven említi. Kevésbé fedőképes, mint az ólomfehér.
- Titánfehér: titán-dioxid, nagyon jó fedőképességű, kiváló, színtartó fehér pigment, igen gyakran használják. Élelmiszer színezékként E-171
- Magnézium-hidroxi-szilikát[8] E-553a

A színmérésben használatos igen nagy reflexiójú fehér anyagok:
- Bárium-szulfát[9] reflexiója 0,95...0,99 között változik a spektrum mentén
- Magnézium-oxid reflexiója 0,96...0,988 között változik, növekvő hullámhosszak szerint.[10] Élelmiszer-adalékként E-530.

### Colour Index International szerint
A Colour Index International részletes táblázatai a főszínek szerint rendezve listázzák a színezékek adatait
| C. I. szám   | C. I. név               | Szokásos név              | Vegyi anyag                                   |
| ------------ | ----------------------- | ------------------------- | --------------------------------------------- |
| nincs        | Tausonite               | ceramic white             | savanyú stroncium-titanát                     |
| nincs        | diamond power           | diamond power             | gyémántpor                                    |
| nincs        | Calx de tistis ovorum   | eggshell white            | tojáshéj, kalcium-karbonát                    |
| nincs        | Antler of Hart          | harts horn                | szarvasszarv őrlemény                         |
| 77593        | Pattinson’s White       | laurionite                | bázikus ólom-klorid                           |
| 77620        | lead Phosphite          | Lead Phosphite            | ólom-foszfit                                  |
| nincs        | Portlandite             | Lime White                | kalcium-hidroxid és -karbonát                 |
| 77733        | Rhodochrosite           | Manganese carbonate       | mangán-karbonát                               |
| nincs        | Mother of Pearl         | Oyster Shells             | kagylóhéj (kalcium-karbonát, aragonit)        |
| 75170        | C.I. Natural White 1    | Guanin                    | iminoxantin, 2-amino-6-oxipurin               |
| 77597        | cerusszit               | Lead White                | bázikus ólom-karbonát                         |
| 77633        | Pigment White 2         | Lead Sulphate White       | bázikus ólom-szulfát, cink-oxid               |
| 77630        | C.I. Pigment White 3    | Basic Lead Sulphate White | ólom(II)-szulfát                              |
| 77947        | C.I. Pigment White 4;   | Zinc Oxide White          | tört cink-oxid fehér                          |
| 77115        | C.I. Pigment White 5    | Litopone                  | bárium-szulfát, cink-oxid                     |
| 77891        | C.I. Pigment White 6    | Titanium White            | titán(IV)-oxid                                |
| 77891        | C.I. Pigment White 6:1  | Titanium White Buff       | tinán-dioxid, ferrioxid                       |
| 77995, 77975 | C.I. Pigment White 7    | Zinc Sulphide White       | cink-szulfid                                  |
| 77847        | C.I. Pigment White 8    | Strontium sulfide         | stroncium-szulfid                             |
| 77245        | C.I. Pigment White 9    | Calcium monosulphide      | kalcium-monoszulfid                           |
| 77099        | C.I. Pigment White 10   | Barium Carbonate          | bárium-karbonát                               |
| 77052        | C.I. Pigment White 11   | Antimony White            | antimon-szeszkvioxid                          |
| 77990        | C.I. Pigment White 12   | Zirconium Oxide           | cirkónium-oxid                                |
| 77128        | C.I. Pigment White 13   | Barium Tungstate          | bárium-volframát                              |
| 77163        | C.I. Pigment White 14   | Bismuth Oxychloride       | bizmut-oxiklorid                              |
| 77861        | C.I. Pigment White 15   | Tin Oxide                 | ón(IV)-oxid, ón(III)-oxid                     |
| 77625        | C.I. Pigment White 16   | Lead Silicate             | ólom-homok (Alamosit)                         |
| 77169        | C.I. Pigment White 17   | Bismuth Subnitrate        | bázikus bizmut-nitrát                         |
| 77220, 77713 | C.I. Pigment White 18   | Chalk, Aragonite          | kalcium-karbonát, magnézium-karbonát          |
| 77220        | C.I. Pigment White 18   | Precipitated Chalk        | tiszta kalcium-karbonát                       |
| 77220, 77713 | C.I. Pigment White 18:1 | Dolomite                  | kalcium-karbonát, magnézium-karbonát          |
| 77004, 77005 | C.I. Pigment White 19   | Kaolin                    | aluminiumszikát (vas, magnézim-oxid, csillám) |
| 77019        | C.I. Pigment White 20   | Mica                      | kálium-aluminiumszilikát hidrát               |
| 77120        | C.I. Pigment White 21   | Barium Sulfate            | szintetikus bárium-szulfát                    |
| 77120        | C.I. Pigment White 22   | Natural Barium Sulfate    | barit                                         |
| 77122        | C.I. Pigment White 23   | Alumina Blanc Fixe        | aluminium hidrát, bárium-szulfát              |
| 77002        | C.I. Pigment White 24   | Aluminium Hydroxide       | alumínium-hidroxid (szulfát)                  |
| nincs        | C.I. Pigment White 24   | Gibbsite                  | alumínium-hidroxid (szulfát), természetes     |
| 77231        | C.I. Pigment White 25   | Gypsum                    | kalcium-szulfát hidrát                        |
| 77718, 77719 | C.I. Pigment White 26   | Talc                      | magnézium-szilikát hidrát                     |
| 77811        | C.I. Pigment White 27   | Silica                    | amorf szilícium-dioxid                        |
| 77230        | C.I. Pigment White 28   | Calcium Silicate          | kalcium-metaszilikát                          |
| 77230        | C.I. Pigment White 28   | Hydrated Calcium Silicate | kalcium-szilikát hidrát                       |
| 77622        | C.I. Pigment White 30   | Lead Phosphate            | ólom-foszfát                                  |
| 77163        | C.I. Pigment White 31   | Bismuth oxychloride       | bizmut-oxiklorid                              |
| 77964        | C.I. Pigment White 32   | Zinc Phosphate            | tiszta cink-foszfát                           |
| 77235        | C.I. Pigment White 33   | Calcium sulfoaluminate    | kalcium-szulfoaluminát                        |
| 77837        | C.I. Pigment White 34   | Strontium monocarbonate   | stroncium-monokarbonát                        |

Néhány fémoxid színezék fluoreszcens tulajdonságokkal rendelkezik. Ha ezeket olyan fényforrás világítja meg, amelynek van ibolyántúli komponense, rendkívül fehérnek látszanak (cinkszulfid, stronciumoxid).

## A fehér a színinger metrikában
A méréstechnika számára többféle fehérségi mérőszámot is definiáltak. Legfontosabb közülük a CIE White Index
{\displaystyle W_{\mathbb {CIE} L*a*b*}=2,41L^{*}-4,45b^{*}[1-0,009(L^{*}-96)]-141,4}
A Carl Zeiss által kidolgozott leukométeres fehérségi mérőszám két hullámhosszon való méréssel volt merghatározható
{\displaystyle WI_{Leukometer}=2R_{459}-R_{614}}
A BASF fehérségi mérőszáma az RGB értékéből számítható:
{\displaystyle WI_{Taube}=G-4(G-B)}
ASTM E313-98 Standard Practice for Calculating Yellowness and Whiteness Indices from Instrumentally Measured Color Coordinates számítása a színinger változókból:
{\displaystyle WI=3,388Z-3Y}